# 法靈頓 (北卡羅萊納州查塔姆縣)
法靈頓（英語：Farrington）是位於美國北卡羅萊納州查塔姆縣的非建制地區。

## 地理
法靈頓所處的海拔為高於海平面71米（即233英呎），而該地所採用的時區為UTC-5，即北美东部时区（EST）。同時該地設有夏令時間，為UTC-5調快一小時，即UTC-4（EDT）。